# Dr. Hendrik Muller Prijs
De Dr. Hendrik Muller Prijs voor de Gedrags- en Maatschappijwetenschappen is een prijs die om het jaar wordt toegekend aan een onderzoeker of een groep onderzoekers die een belangrijke bijdrage heeft geleverd op het gebied van de sociale wetenschappen.

## Prijs
De prijs is oorspronkelijk een initiatief van de Stichting Dr. Hendrik Muller's Vaderlandsch Fonds in Den Haag en bedraagt 25.000 euro. Naamgever van het fonds is Hendrik Pieter Nicolaas Muller, koopman, wereldreiziger, diplomaat en schrijver.

## Laureaten

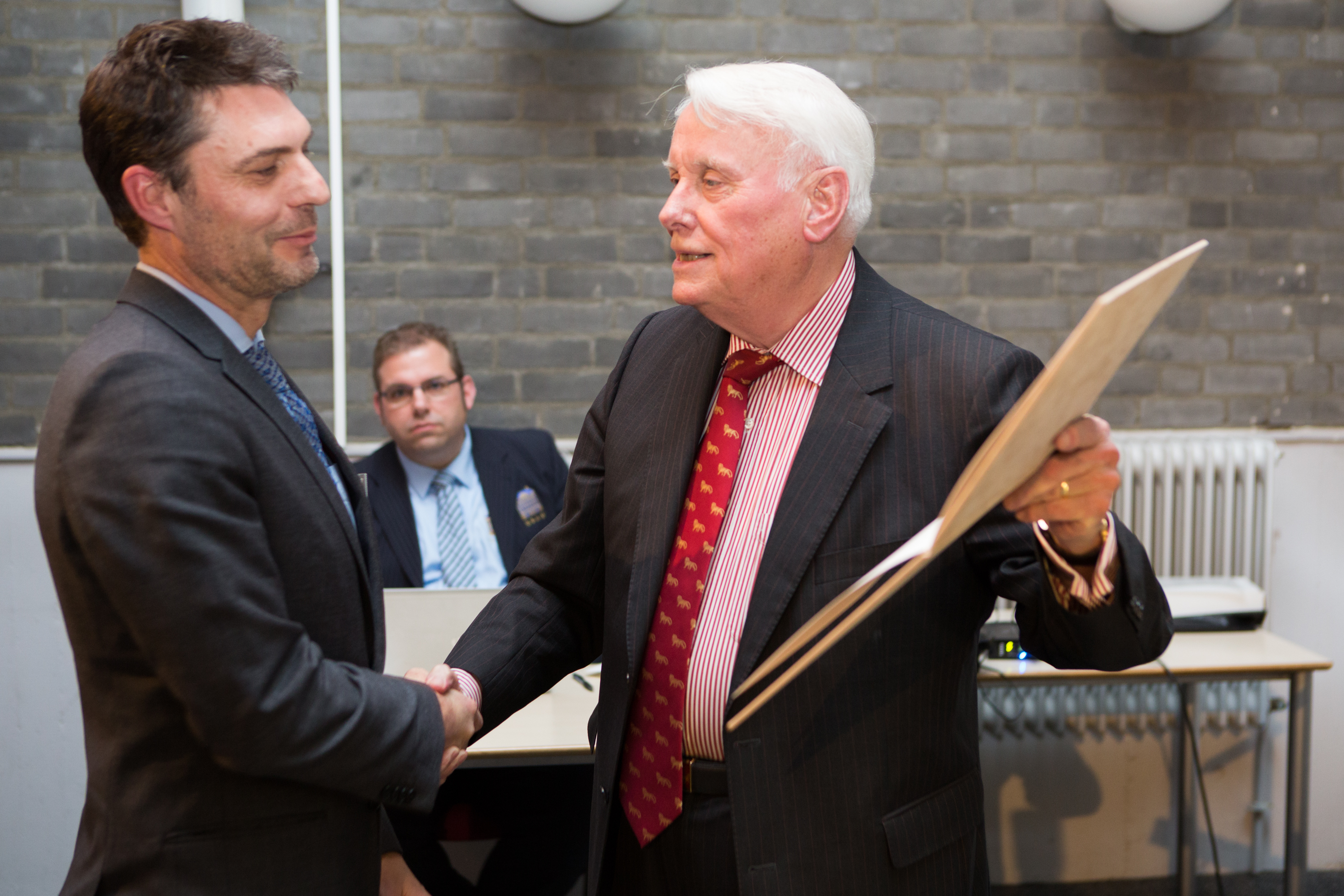
Ceremonie 2015: Carsten de Dreu (links) ontvangt de prijs uit de handen van Sijbren Cnossen

- 1991 - Arend Lijphart
- 1993 - Willem Levelt
- 1995 - Willem Buiter
- 1997 - Wout Ultee
- 1999 - Piet Rietveld
- 2001 - Peter van der Veer
- 2003 - Peter Hagoort
- 2005 - Jan-Benedict Steenkamp
- 2005 - Michel Wedel
- 2007 - Marc Groenhuijsen
- 2009 - Dorret Boomsma
- 2011 - Patti Valkenburg
- 2013 - Marinus van IJzendoorn
- 2015 - Carsten de Dreu
- 2017 - Eveline Crone
- 2019 - Raf De Bont
- 2021 - Nadine Akkerman
- 2023 - Loes Keijsers